# إيف هيوسون
إيف هيوسون (بالإنجليزية: Eve Hewson)‏ هي ممثلة أيرلندية، ولدت في 7 يوليو 1991 بدبلن في جمهورية أيرلندا. بدأت مشوارها المهني سنة 2008.

## أعمال

### أفلام
- (2013) كفى حديثا[6]
- (2015) جسر الجواسيس[7][8]
- (2018) روبن هود

### مسلسلات
- الموهبة

## وصلات خارجية
- إيف هيوسون على موقع IMDb (الإنجليزية)
- إيف هيوسون على موقع ميوزك برينز (الإنجليزية)
- إيف هيوسون على موقع قاعدة بيانات الفيلم (الإنجليزية)